# The Devil's Notebook
The Devil's Notebook es un libro del escritor y fundador estadounidense de la Iglesia de Satán, Anton Szandor LaVey. La primera colección original de los escritos de LaVey fue hace dos décadas y publicado por la editorial Feral House, la misma que ha publicado otros trabajos de Anton LaVey. El libro fue publicado oficialmente en 1992, pero existe una nueva edición que se lanzó al mercado el 1 de abril de 2000. Contiene 147 páginas.
El libro contiene cuarenta y un ensayos, cada uno alineado con la sabiduría, el humor y las observaciones oscuras del fundador de la Iglesia de Satán. Anton Szandor LaVey explica detalladamente diversos temas relacionados con el inconformismo anglicano, el ocultismo, el nazismo, el terrorismo, el canibalismo, la política erótica, la "insignia de buen chico", la desmoralización y la construcción de seres humanos artificiales. También habla sobre la importancia de guardar un secreto, la misantropía, entre muchos otros temas.
Incluye un prólogo del escritor y periodista Adam Parfrey y un diseño realizado por Sean Tejaratchi, diseñador gráfico.